# Antonio Hernández Centeno
Antonio Hernández Centeno (Martos, 1970) es un guionista de televisión y dramaturgo español.

## Biografía
Licenciado en Comunicación Audiovisual por la Complutense de Madrid, estudió dirección teatral en el Instituto del Teatro de Sevilla, hoy Escuela Superior de Arte Dramático. Durante un tiempo fue profesor de comunicación en el centro asociado de la Universidad de Gales en Granada.

## Obras
Como autor teatral, en 1998 logró el premio en el Festival de Teatro de Alcorcón con Cinco, en 1999 ganó el III Certamen de Jóvenes Dramaturgos Romero Esteo del Centro Andaluz de Teatro con su obra La última casa de putas del mundo y en 2015 fue mención especial en el Certamen Internacional LAM (Leopoldo Alas Mínguez) con Horas. Además, es autor de otras varias piezas teatrales, entre las que se encuentran Baile de máscaras, Combatientes, El día que nació Isaac, El día que te vi, Fin, Hotel Paraíso, Krámpack, Mar de ansias, Náufragos y ¿Próxima cita?. De ellas, ha sido también director de algunas como Héroes, Krámpack y El día que te vi.
Como guionista de series de televisión, destacan sus trabajos en Al salir de clase, Días sin luz,  El camino de Víctor, La Duquesa, Mi gitana, No estás sola o Paquirri.